# 23759 Ванчжаосінь
23759 Ванчжаосінь (23759 Wangzhaoxin) — астероїд головного поясу, відкритий 22 травня 1998 року.
Тіссеранів параметр щодо Юпітера — 3,635.